# Ágii Theódori (Corinthe)
Ágii Theódori, en grec moderne : Άγιοι Θεόδωροι, est un village et un ancien dème du district régional de Corinthie, en Grèce. Depuis 2010, il est fusionné au sein du dème de Loutráki-Ágii Theódori.
Selon le recensement de 2011, la population du dème et celle du village compte 4 643 habitants.